# Люпчо Йордановський
Люпчо Йордановський (мак. Љупчо Јордановски; нар. 13 лютого 1953, Штип, Народна Республіка Македонія, Югославія — пом. 7 жовтня 2010, Скоп'є, Північна Македонія — македонський сейсмолог, політик, колишній голова Зборів Республіки Македонії.

## Освіта і академічна кар'єра
Люпчо Йордановський закінчив у 1975 році електротехнічний факультет Загребського університету. В 1985 році отримав докторський ступінь в Університеті Південної Каліфорнії в Лос-Анджелесі. З 1987 по 1992 був доцентом, потім до 2003 року професором в Університеті Св. Кирила і Мефодія в Скоп'є.

## Політична кар'єра
- З 1991 по 1995 — член Президії СДСМ.
- З 1995 по 1999 — член Центрального комітету СДСМ.
- З 1999 по 2003 — член Президії СДСМ та Міжнародного комітету СДСМ.
- В 2002 році обраний до Зборів Північної Македонії і став головою Комітету з питань виборів і призначень.
- З листопада 2003 по серпень 2006 був головою Зборів Північної Македонії.

26 лютого 2004 року в авіакатастрофі загинув президент Македонії Борис Трайковський, і Люпчо Йордановський виконував обов'язки глави держави до обрання нового президента.
З липня по грудень 2006 року був послом Північної Македонії в США.
21 жовтня 2007 створив Партію вільної демократії і став її головою.

## Сім'я
Люпчо Йордановскій був одружений, мав трьох дітей.